# Uldis Bērziņš
Uldis Bērziņš (Riga, 1944. május 17. – Riga, 2021. március 24.) lett költő, műfordító.

## Életútja
1962 és 1964 között lett filológiát tanult a Lett Tudományegyetemen. 1968 és 1971 között török nyelvet tanult a Leningrádi Egyetem Orientalisztika Tanszékén, majd a Moszkvai Állami Egyetem Ázsiai és Afrikai Tanulmányok tagozatán is tanulmányokat folytatott perzsa és török nyelvre szakosodva. 1976 és 1982 között részt vett a prágai Károly Egyetem és a Pozsonyi Egyetem nyári iskoláin. 1983-ban üzbégül tanult a Taskenti Állami Egyetemen. Részt vett az Amszterdami Nyílt Egyetemen és a Lundi Egyetemen rendezett nemzetközi bibliafordítási szemináriumok Korán-fordításokkal kapcsolatos megbeszélésein. 2002-től török nyelvet tanított a Lett Tudományegyetem Modern Nyelvek Tanszékén.
1980-ban publikálta első verseskötetét. Verseit német, svéd, észt és litván nyelvre is lefordították. 2009-ben, 15 év munka után fejezte be a Korán lett nyelvű fordítását. Újra fordította a Bibliát lett nyelvre. Lengyel, orosz, óizlandi, török, azeri, türkmén, perzsa, óhéber és arab nyelvről fordított, de tudott héber, tatár és csuvas nyelven is.

## Művei
- Piemineklis kazai, Riga: Liesma (1980)
- Poētisms baltkrievs, Riga: Liesma (1984)
- Nenotikušie atentāti, Riga: Liesma (1990)
- Laiks, Riga: Zinātne (1994, Juris Kronbergs-szel)
- Kukaiņu soļi, Riga: Rainis and Aspazija Foundation (1994)
- Dzeja, Rīga: Artava (1995)
- Nozagtie velosipēdi, Riga: Minerva, (1999)
- Daugavmala, Riga: Nordik (1999)
- Maijs debešos, Riga: Preses Nams (2002)
- Dzeja, Rīga: Atēna (2004)
- Saruna ar pastnieku, Rīga: Neputns (2009)
- Izšūpojušies. Bibliotēka ostmalā, Riga: Neputns (2014)
- Idilles, Riga: Neputns (2018)

## Díjai, elismerései
- Zinaida Lazda-díj (1994)
- Három Csillag érdemrend (1995)
- A Balti Közgyűlés díja (1995)
- Spidola díj (2000)
- Éves Lett Irodalmi Díj (2009)
- Dzintars Sodums-díj (2016)[5]

## Fordítás
- Ez a szócikk részben vagy egészben  az   Uldis Bērziņš című angol Wikipédia-szócikk ezen változatának fordításán alapul.  Az eredeti cikk szerkesztőit annak laptörténete sorolja fel. Ez a jelzés csupán a megfogalmazás eredetét és a szerzői jogokat jelzi, nem szolgál a cikkben szereplő információk forrásmegjelöléseként.
- Ez a szócikk részben vagy egészben  az   Uldis Bērziņš című lett Wikipédia-szócikk ezen változatának fordításán alapul.  Az eredeti cikk szerkesztőit annak laptörténete sorolja fel. Ez a jelzés csupán a megfogalmazás eredetét és a szerzői jogokat jelzi, nem szolgál a cikkben szereplő információk forrásmegjelöléseként.